# Hanno Koffler
Hanno Koffler (West-Berlijn, 25 maart 1980) is een Duitse acteur en muzikant. Hij is als acteur bekend van de tweedelige miniserie De Dassler broers: Adidas versus Puma, de televisieserie Der Pass en de films Sommersturm en Wach. Hij speelde ook in de Oscar-genomineerde film Werk ohne Autor (2018), geregisseerd door Florian Henckel von Donnersmarck.

## Levensloop
Koffler werd geboren in West-Berlijn. In 1994 richtte hij samen met zijn broer Max Koffler de band Kerosin op, waarin hij drumde. Hij kreeg zijn eerste filmrol in de korte film Mein lieber Herr Gesangsverein (2001). Daarna speelde hij samen met Lisa Maria Potthoff in REC - Kassettenjungs/Kassettenmädchen van Marco Kreuzpaintner. Hij begon te studeren aan het Max Reinhardt Seminar in Wenen, dat hij in 2007 afrondde.
Terwijl hij acteren studeerde, nam hij rollen op zich in Shakespeare's Hamlet, geregisseerd door Klaus Maria Brandauer in het Weense Burgtheater, in Ein Sommernachtstraum, ook geregisseerd door Brandauer in Altaussee, in Martin Walser's Überlebensgroß Herr Krott in München en in Elfriede Jelinek's Bambiland, dat in 2007 verscheen, werd bekroond met de Vontobel-prijs voor de beste ensemble-uitvoering op de 18e Nationale Competitie van Duitstalige acteerscholen in Salzburg en de 2e prijs op het 4e Internationale Theaterscholenfestival in Warschau.
In 2015 werd hij genomineerd voor de Deutscher Filmpreis voor beste acteur met de biografische dramafilm Härte, van regisseur Rosa von Praunheim. De film werd vertoond in de Panorama-sectie van het 65ste internationaal filmfestival van Berlijn, waar het de derde plaats won bij de Panorama Publieksprijs.

## Filmografie

### Film
Uitgezonderd korte films.
| Jaar | Titel                                 | Rol              | Opmerkingen  |
| ---- | ------------------------------------- | ---------------- | ------------ |
| 2001 | Mein lieber Herr Gesangsverein        |                  | Korte film   |
| 2002 | REC - Kassettenjungs/Kassettenmädchen | Björn            |              |
| 2003 | Ganz und gar                          | Micha            |              |
| 2003 | Anatomie 2                            | Willi Hauser     |              |
| 2004 | Sommersturm                           | Malte            |              |
| 2005 | Hallesche Kometen                     | Ben              |              |
| 2006 | Rabenbrüder                           | Mark Kiefer      |              |
| 2008 | The Red Baron                         | Lehmann          |              |
| 2008 | Krabat                                | Juro             |              |
| 2009 | Unter Strom                           | Frankie Huber    |              |
| 2011 | Wer wenn nicht wir                    | Uli Ensslin      |              |
| 2013 | Freier Fall                           | Marc Borgmann    |              |
| 2014 | Coming In                             | Adrian           |              |
| 2015 | Härte                                 | Andy             |              |
| 2015 | Treppe Aufwärts                       | Adam             |              |
| 2015 | Meister des Todes                     |                  |              |
| 2018 | Idioten der Familie                   | Tommy            |              |
| 2018 | Werk ohne Autor                       | Günther Preusser |              |
| 2018 | Wach                                  | Proll            |              |
| 2021 | Die Saat                              | Rainer           | ook scenario |
| 2021 | Prey                                  | Albert           |              |
| 2022 | Alle für Ella                         |                  |              |

### Televisie
| Jaar      | Titel                                 | Rol                          | Opmerkingen                              |
| --------- | ------------------------------------- | ---------------------------- | ---------------------------------------- |
| 2002      | Die Dickköpfe                         | Ricky Mühldorfer             | Televisiefilm                            |
| 2004      | Einsatz in Hamburg                    | Mario Willut                 | Afl. Bei Liebe Mord                      |
| 2005      | Charlotte und ihre Männer             | Jacko                        | Televisiefilm                            |
| 2005-2018 | Tatort                                | Diverse rollen               | 4 afleveringen                           |
| 2008      | Nacht vor Augen                       | David                        | Televisiefilm                            |
| 2009      | Jenseits der Mauer                    | Victor                       | Televisiefilm                            |
| 2010      | Countdown - Die Jagd beginnt          | Roman Böttcher               | Afl. Sniper                              |
| 2010      | Keiner geht verloren                  | Max                          | Televisiefilm                            |
| 2012      | Küstenwache                           | Magnus Runge                 | Afl. Zerstörte Träume                    |
| 2012      | Die Draufgänger                       | Steven                       | Afl. Uneasy Rider                        |
| 2012      | Auslandseinsatz                       | Ronnie Klein                 | Televisiefilm                            |
| 2013      | Lotta                                 | David Bülow                  | Afl. Lotta & die frohe Zukunft           |
| 2014      | Marie Brand                           | Ralle Schröder               | Afl. Marie Brand und das Mädchen im Ring |
| 2014      | Besondere Schwere der Schuld          | Tom Barner                   | Televisiefilm                            |
| 2015      | Max e Hélène                          | Hans Berk                    | Televisiefilm                            |
| 2015      | Meister des Todes                     | Peter Zierler                | Televisiefilm                            |
| 2015      | Engel unter Wasser - Ein Nordseekrimi | Lubosch                      | Televisiefilm                            |
| 2016      | De Dassler broers: Adidas versus Puma | Rudolf Dassler               | Miniserie, 2 afleveringen                |
| 2017      | Toter Winkel                          | Thomas Holzer                | Televisiefilm                            |
| 2017      | Tod im Internat                       | Julian Sellinger             | Miniserie, 2 afleveringen                |
| 2018      | Beat                                  | Paul                         | 7 afleveringen                           |
| 2018-2019 | Der Pass                              | Claas Wallinger              | 8 afleveringen                           |
| 2019      | Zielfahnder: Blutiger Tango           | Lars Röwer                   | Televisiefilm                            |
| 2020      | Babylon Berlin                        | Oberleutnant Walther Stennes | 5 afleveringen                           |
| 2020      | Plötzlich so still                    | Ludger Ambach                | Televisiefilm                            |
| 2020      | Das Geheimnis des Totenwaldes         | Jürgen Becker                | Miniserie, 6 afleveringen                |
| 2021      | Prey                                  |                              | Netflix                                  |
| 2023      | Das bleibt unter uns                  |                              |                                          |
| 2023      | Transatlantic                         |                              |                                          |
| 2024      | Tatort: Wer bleibt                    |                              |                                          |
| 2024      | Sexuell verfügbar                     |                              |                                          |

## Hoorspelen
- 2014: Friedemann Schulz: Dancing Queen, regie: Thomas Wolfertz (Radio-Tatort, HR)
- 2015: Friedemann Schulz: Rote Wasser, regie: Thomas Wolfertz (Radio-Tatort, HR)
- 2023: Patricia Highsmith: Die gläserne Zelle, regie: Felix Lehmann (NDR/SRF)

## Luisterboeken
- 2012: Tschick (Wolfgang Herrndorf), Argon Verlag, Berlin
- 2015: Nachruf auf den Mond (Nathan Filer), Argon Verlag, Berlin
- 2016: Crenshaw – Einmal schwarzer Kater (Katherine Applegate), Sauerländer audio, Berlin (hr2-luisterboekbestsellerlijst)
- 2020: Der Übergangsmanager (Karen Elste), Audible Originals, Berlin
- 2021: Die ganze Wahrheit (wie Mason Buttle sie erzählt) (Leslie Connor), Sauerländer audio, Berlin (nominatie voor de Duitse luisterboekprijs 2022)